# Banco Activo
Banco Activo es una entidad financiera de Venezuela catalogada como Banco Universal creada en 1978 con el nombre de Banco Hipotecario Oriental el cual luego pasa a ser denominado Banco Hipotecario Activo. En el 2006 el banco inicia un proceso de transformación al formar parte de la Banca Comercial y finalmente en el 2008 se convierte en Banco Universal.